# Злочин у Ушевцу 1915.
Злочин у Ушевцу је назив за ратни злочин који су 20. октобра 1915. године извршиле бугарске окупационе снаге у селу Ушевце у Пољаници, током Првог светског рата.
У овом злочину је настрадала 131 особа, српске и ромске националности.

## Претходни догађаји
Након периода неутралности на почетку Првог светског рата, Краљевина Бугарска се укључила у офанзиву Централних сила на Краљевину Србију у октобру 1915. године. Успела је да окупира јужну Србију и оснује Моравску војно-инспекциону област у Нишу.
Иако је Бугарска објавила рат 14. октобра, њене извиђачке групе су се неколико дана раније налазиле на територији Краљевине Србије. Тако се десило да 13. октобра кроз Пољаницу прође извидница од три бугарска коњаника, као претходница снагама које су водиле борбу код села Урманица. На путу од Врања према Дреновцу, зауставили су се у селу Ушевце и распитивали има ли у селу српске војске, на шта су добили одричан одговор. Село је тада бројало 55 кућа, од којих 43 српске и 12 ромских.
У селу се налазио српски пешадијски вод, вероватно састављен од трећепозиваца и граничара, који су уочили бугарску извидницу. Мада они нису отворили ватру, бугарски војници су у делу који се зове Газдинске куће поред пута наишли на четири српска војника. У кратком сукобу је убијен један бугарски војник, а друга двојица су напустила село. 
Убијеног бугарског војника су мештани одмах сахранили недалеко од места где је погинуо. Пре тога су локални Роми са њега скинули униформу.

## Злочин
Једно одељење бугарске пешадије је 19. октобра ушло у Ушевце и отпочело пљачку локалних кућа.
Сутрадан је у Ушевце дошла бугарска коњица на челу са командантом пука. Заједно са њима је био и Мирко Илић из села Добрејанце, који им је помогао да дођу до Ушевца. Одмах је почело истеривати мештане из кућа и водити их према локалном путу, а много њих је успело да побегне у шуму и оде према околним селима.
Командант бугарског коњичког пука је најпре упитао мештанина Димитрија Стојилковића, старог 75 година, да открије где је сахрањен погинули бугарски војник. Пошто он то није учинио, бугарски војници су му одсекли десну руку и убадали га ножевима до смрти. Тада је неко открио место на којем је сахрањен бугарски коњаник, који је одмах откопан, поново одевен у униформу и положен пред бугарском команданта, који је наредио да га сви становници села целивају у чело, као обичај одавања поште преминулом. Војник је поново сахрањен, близу моста на Ветерници.
Након тога, бугарски војници су потиснули окупљене мештане са пута и сабљама отпочели масакр. За само десет минута, убили су 107 Срба и 24 Рома. Најмлађа жртва је била стара свега 2 месеца, а најстарија Јанка Стошић је имала 90 година. Двадесет седам жртава је у тренутку масакра имало мање од 18 година.
У наставку дана, бугарски војници су наставили пљачку сеоских кућа и око поноћи напустили Ушевце, запутивши се према селу Власе. По изласку из села, убили су сваког Србина којег су срели на путу. Село је наредна четири месеца остало празно, јер преживели становници нису смели да се врате, страхујући од освете.
Да би држале Пољаницу у покорности, бугарске власти су плашиле мештане речима: „Ако се не владате мирно, проћи ћете као Ушевчани.”

## Спомен-чесма
На иницијативу Удружења потомака ратника ослободилачких ратова Србије 1912-1918 Врање из 2002. године, покренут је пројекат изградње спомен-чесме посвећене жртвама злочина у Ушевцу од 20. октобра 1915. године. Због озбиљних проблема са мештанима, поставило се питање хоће ли уопште моћи да се реализује ова идеја, јер власници њива на којима се десио злочин нису били вољни да уступе простор за подизање чесме.
Идеја је обновљена 2003. године, када је Славиша Антић, директор Основне школе "20. октобар" из села Власе, понудио да чесма буде подигнута испред истуреног одељења школе у Ушевцу. Предлог је прихваћен и Удружење је формирало комисију за прикупљање материјалних средстава, у коју је укључен и секретар Савеза удружења бораца Народноослободилачког рата (СУБНОР) из Врања.
Спомен-чесма је свечано откривена 20. октобра 2006. године, на 91. годишњицу злочина. Чесму је открила ученица Валентина Новковић, а освештао свештеник Иван Трајковић. Након тога, венца су положили представници Четврте бригаде копнене војске Војске Србије, Удружења потомака ратника ослободилачких ратова Србије 1912-1918 Врање, Савеза удружења бораца Народноослободилачког рата (СУБНОР) из Врања и ученици одељења Основне школе "20. октобар" из Ушевца.
Чесму је пројектовао архитекта Драган А. Ђорђевић. На њој стоји натпис: „У спомен 130 невиних Ушечана погубљених сабљама бугарских окупатора 20. октобра 1915.”